# 井上梅次
井上 梅次（いのうえ うめつぐ、1923年5月31日 - 2010年2月11日）は、日本の映画監督、脚本家、作詞家である。

## 来歴
京都市生まれ。京都市立第一商業学校を卒業後、慶應義塾大学経済学部に入学するも、1943年応召、1945年に復学して1947年に卒業。在学中から出入りしていた新東宝に正式に入社。自作の脚本を盛んに売り込み、1952年、わずか5年で『恋の応援団長』で監督に昇進。雪村いづみの音楽映画などを手掛けた。
1955年、日活に移籍。当時売り出し中の石原裕次郎の映画を担当し、『嵐を呼ぶ男』が大ヒット。裕次郎は大スターとしての地位を確立した。
1960年フリーになり、新東宝、日活以外の邦画四社で活躍。井上は邦画6社で監督を経験した。東宝では傍系の宝塚映画のみで、ずっと本体の砧撮影所での劇場映画がなかったが、これも1983年に実現した。東西両撮影所を持つ大映、東映、松竹ではいずれも両方で撮っているほか、ドキュメンタリーながら東宝傍系の東京映画でも1971年に監督を経験。戦後日本映画で長期間一般劇場映画を製作し続けた大手6社系列11の撮影所すべてで監督経験を有する記録となった。このうち4つは既に閉鎖されているので絶後の記録となる。その他、香港のショウ・ブラザーズでも17本の映画を撮った。1965年以降、日本ではほぼ松竹大船撮影所に腰を据えた形となり、テレビでの代表作「江戸川乱歩の美女シリーズ」に結実した。
邦画界全盛期にプログラムピクチャーを手掛けていたため、その監督作品数は110本を超える。この数は戦後の映画監督としては、ピンク映画系の監督陣を除けば日本一である。
劇場用映画だけでなく、テレビドラマの監督も多数務め（日本の映画監督としては初めて、スタジオ撮影によるテレビドラマを監督した）、テレビドラマの監督作品数は150本を超える。
2010年2月11日に脳出血で死去。同年4月13日にはお別れの会が営まれ、600人が出席した。

## 人物・エピソード

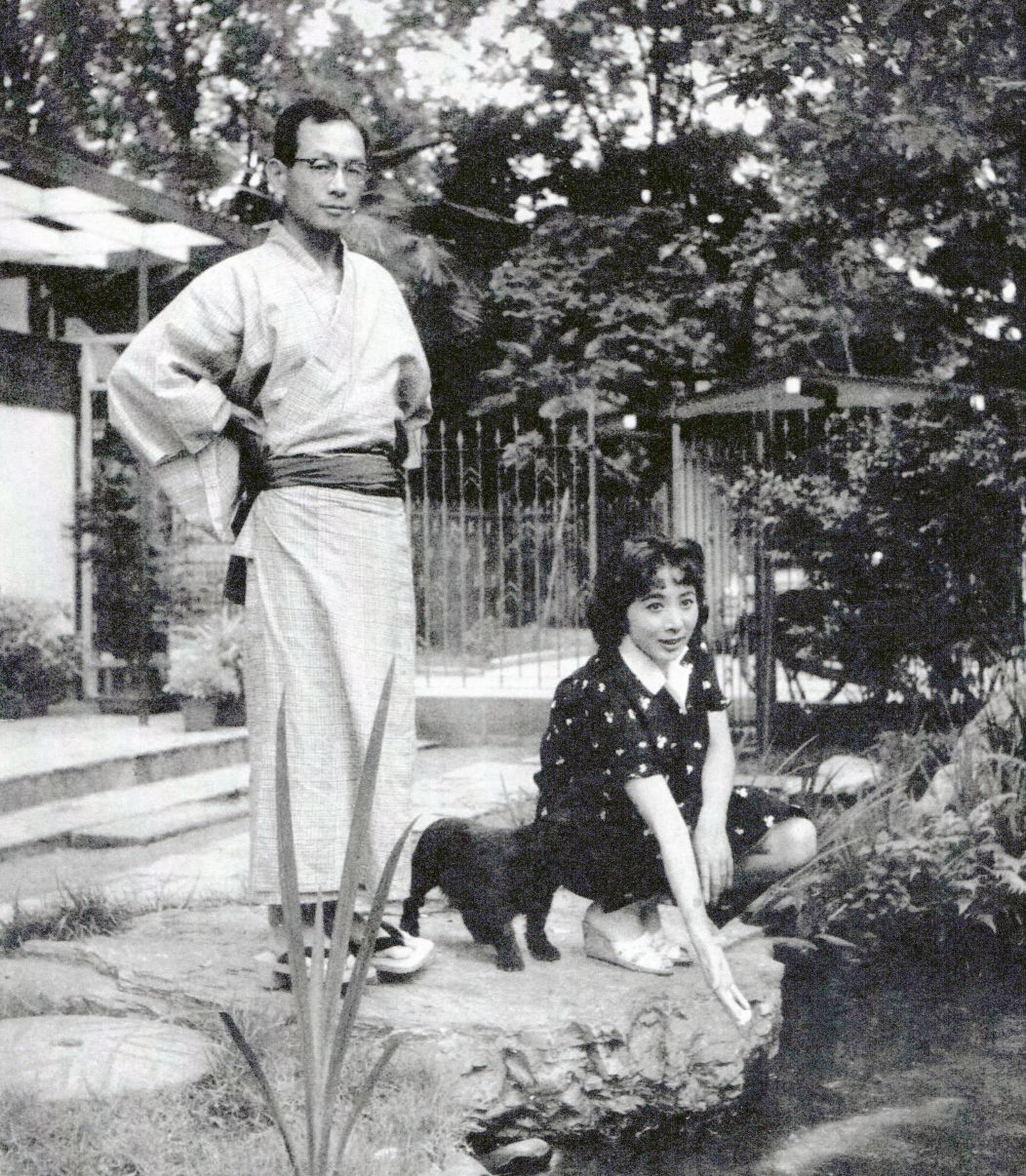
井上と妻の月丘夢路。キネマ旬報社『キネマ旬報』第237号（1959）より。

- 妻は女優の月丘夢路。娘は料理研究家の井上絵美。義妹は女優の月丘千秋、月丘洋子。

- 月丘夢路がジャニー喜多川と親交があったことから、近藤真彦主演の『嵐を呼ぶ男』のリメイクなど、1980年代のアイドル映画隆盛期にジャニーズ事務所所属タレント主演映画でも、いくつかメガホンを採っている。

- 日本国内に留まらず、1960年代から1970年代の香港でも何作もアイドル映画の監督を務めており、東南アジアの映画や芸能の発展にも功績を残し、「早撮り」「職人監督」の国際的評価を得た。

- 世界平和統一家庭連合（旧統一教会）関連の映画を2本続けて監督した。1985年の『絶唱母を呼ぶ歌 鳥よ翼をかして』は教団関連団体「日本人妻自由往来実現運動の会」が制作し、のちに日本統一教会会長となる江利川安栄が池田文子名義で原作とプロデューサーを務めた[4][5]。1987年の『暗号名 黒猫を追え!』はスパイ防止法制定を目的として作られ、制作母体は国際勝共連合であった[6][7]。後者の音楽は、同団体の機関紙「思想新聞」に連載していたコラムで「スパイ防止法があるのは当たり前」と明言していた都倉俊一が担当した[8]。

- 井上の下で助監督を務めた湯浅憲明によると、「映画監督は『一つのシーンを撮るのにどれだけの費用や時間がかかるか』の計算が出来なければならない」が持論であり、当初のイメージ通り撮影することが予算や時間の制約で無理と判ると、即座に制約の中で可能なイメージを追求する柔軟性を持っていた。湯浅は大映初の特撮怪獣映画『大怪獣ガメラ』を監督した際の、映画の組み立て理論においてこれが大いに役立ったとして、「『大怪獣ガメラ』の陰の産みの親は井上先生だ」と回顧している[9]。

- 大学に招かれ講演した際、テレフィーチャー「江戸川乱歩の美女シリーズ」について「大事なことは（視聴者にチャンネルを変えさせないよう）9時55分に女の裸を出すことです」と述べた[要出典]。このシリーズでは計19作品を手がけ、その全作が30年以上を経てなおDVD販売されるなど、数々の劇場用映画を上回る人気を保つ結果となった。事実、裸や猟奇描写にとどまらず、ケレン味と遊びたっぷりの演出の数々で井上の作風を伝えるものとなっている。

## 監督作品

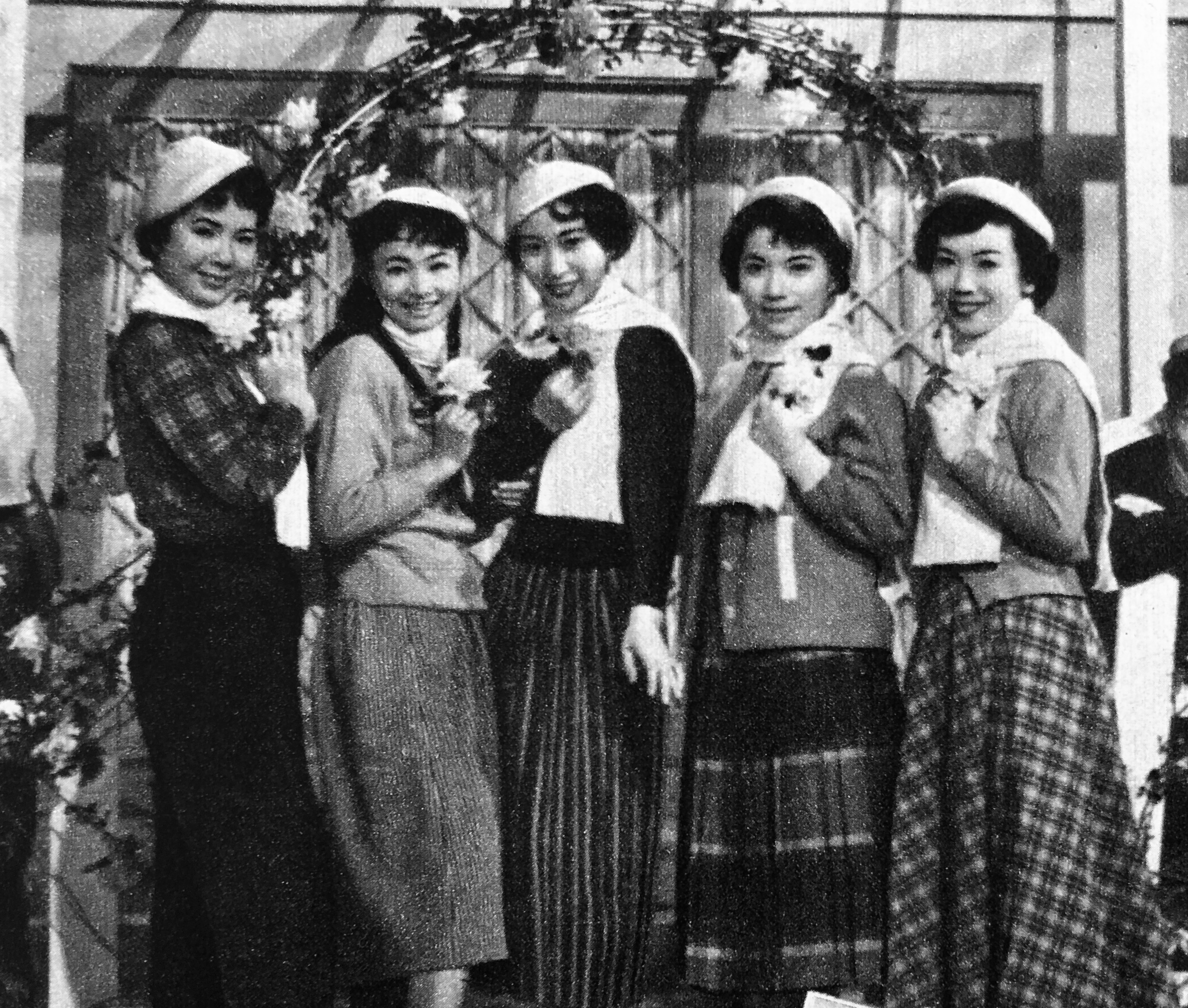
『ジャズ娘乾杯』（1955年）

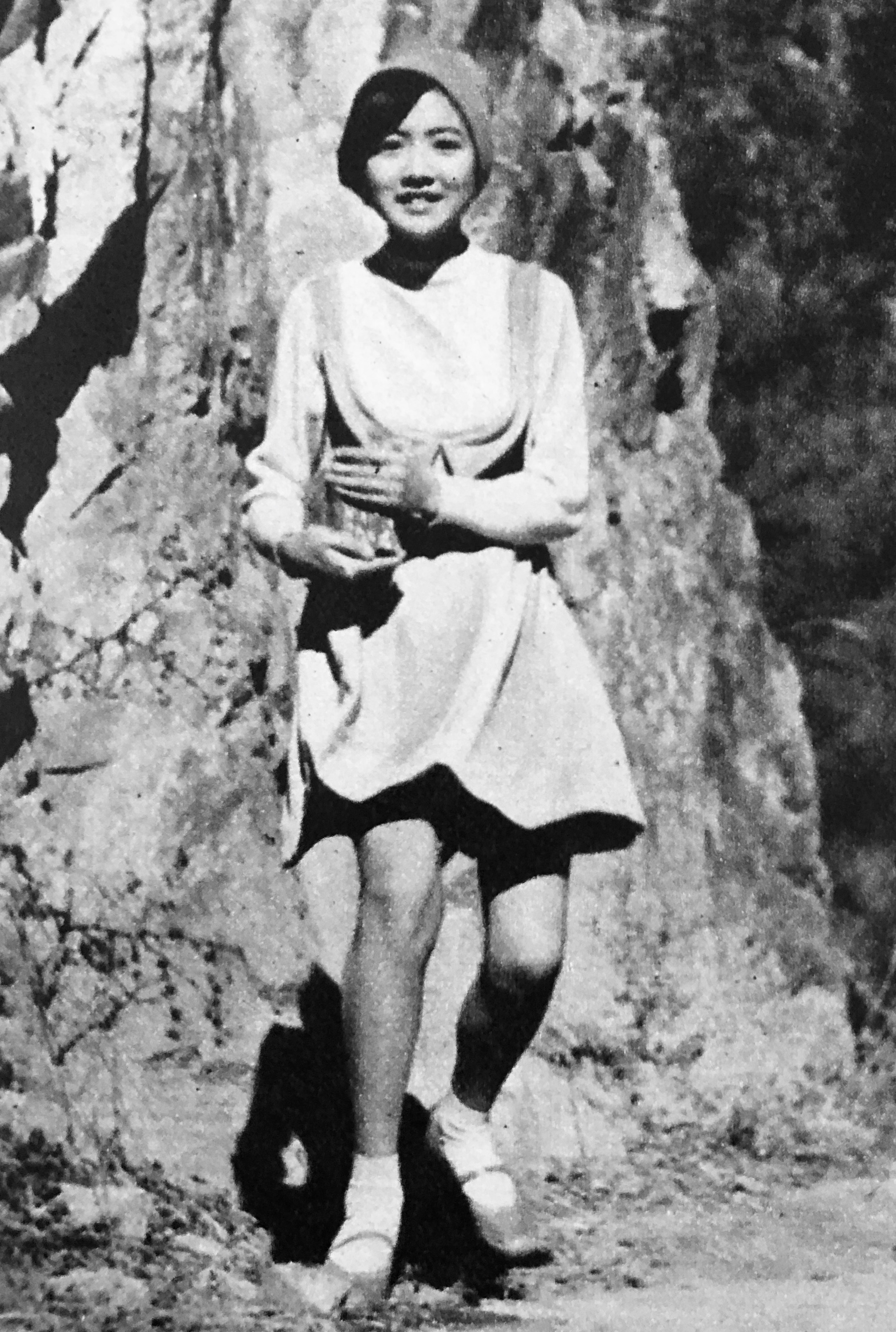
『緑はるかに』（1955年）

### 映画
- 恋の応援団長（主演・小林桂樹、1952年） - 新東宝
- わが恋のリラの木陰に（宮城野由美子・中山昭二、1953年） - 新東宝
- 娘十六ジャズ祭（雪村いづみ、1954年） - 新東宝
- ジャズ・オン・パレード1954年 東京シンデレラ娘（雪村いづみ、1954年） - 新東宝
- 乾杯！女学生（雪村いづみ、1954年） - 新東宝
- ジャズ娘乾杯！（雪村いづみ・寿美花代・朝丘雪路・江利チエミ、1955年） - 宝塚映画・配給：東宝
- 緑はるかに（主演・浅丘ルリ子、1955年） - 日活
- 三っの顔（主演・三國連太郎・伊藤雄之助・水島道太郎、1955年）- 日活
- ジャズ・オン・パレード 1956年 裏町のお転婆娘（主演・江利チエミ、1956年） - 日活
- 月蝕（主演・月丘夢路、1956年） - 日活
- 火の鳥（主演・月丘夢路、1956年） - 日活
- お転婆三人姉妹 踊る太陽 （主演・ペギー葉山・芦川いづみ・浅丘ルリ子、1957年） - 日活
- 勝利者（三橋達也・石原裕次郎、1957年） - 日活　※脚本兼任
- 十七才の抵抗（浅丘ルリ子・長門裕之、1957年） - 日活
- 鷲と鷹（主演・石原裕次郎、1957） - 日活　※脚本兼任
- 嵐を呼ぶ男（主演・石原裕次郎、1957年） - 日活　※原作・脚本兼任
- 夜の牙（主演・石原裕次郎、1958年） - 日活　※脚本兼任
- 夫婦百景（月丘夢路・大坂志郎、1958年） - 日活
- 明日は明日の風が吹く（主演・石原裕次郎、1958年） - 日活　※脚本兼任
- 素晴しき男性（主演・石原裕次郎、1958年） - 日活　※原作・脚本兼任
- 続 夫婦百景（月丘夢路・大坂志郎・浅丘ルリ子、1958年） - 日活
- 嵐を呼ぶ友情（主演・小林旭、1959年） - 日活　※脚本兼任
- 群衆の中の太陽（主演・小林旭、1959年） - 日活　※脚本兼任
- 東京の孤独（主演・小林旭、1959年） - 日活　※脚本兼任
- 勝利と敗北（主演・川口浩、1960年） - 大映　※脚本兼任
- 三人の顔役（主演・長谷川一夫、1960年） - 大映　※脚本兼任
- 嵐を呼ぶ楽団 （宝田明、雪村いづみ、1960年） - 宝塚映画・配給：東宝
- 第六の容疑者（主演・三橋達也、1960年） - 宝塚映画・配給：東宝
- 東から来た男（主演・加山雄三、1961年） - 宝塚映画・配給：東宝
- 銀座っ子物語（主演・川口浩、1961年） - 大映　※脚本兼任
- 女は夜化粧する（主演・山本富士子、1961年） - 大映
- 五人の突撃隊（主演・本郷功次郎、1961年）- 大映
- 女と三悪人（主演・山本富士子、1962年）- 大映　※脚本兼任
- 女房学校（主演・山本富士子、1962年）- 大映
- 黒蜥蜴（主演・京マチ子、1962年）- 大映
- 閉店時間（主演・若尾文子、1962年）- 大映
- 宝石泥棒（主演・山本富士子、1962年）- 大映　※脚本兼任
- やくざの勲章（主演・田宮二郎、1962年）- 大映　※脚本兼任
- 暗黒街最後の日（主演・三國連太郎、1962年）-  東映
- 犯罪作戦NO.1（主演・田宮二郎、1963年） - 大映
- 第三の影武者 (主演・市川雷蔵、1963年) - 大映
- わたしを深く埋めて（主演・田宮二郎、1963年）- 大映　※脚本兼任
- 暗黒街最大の決闘（主演・鶴田浩二、1963年）- 東映東京
- 真赤な恋の物語（主演・岡田茉莉子、1963年）- 松竹
- 踊りたい夜（水谷良重、倍賞千恵子、鰐淵晴子、1963年） - 松竹
- 暗黒街大通り（主演・高倉健、1964年）- 東映東京　※脚本兼任
- 黒の盗賊（主演・大川橋蔵、1964年） - 東映
- 悶え（主演・若尾文子、1964年）- 大映
- 裏階段（主演・田宮二郎、1965年）- 大映　※脚本兼任
- 復讐の牙（主演・田宮二郎、1965年）- 大映　※脚本兼任
- 大勝負（片岡千恵蔵、大川橋蔵、1965年） - 東映
- 黒い誘惑（主演・田宮二郎、1965年） - 大映　※脚本兼任
- 炎と掟(主演・ 安藤昇、1966年） - 松竹大船
- 出獄の盃（主演・田宮二郎、1966年） - 大映　※脚本兼任
- 激諜網娃 Operation Lipstick（主演・鄭佩佩、1967年）- ショウ・ブラザース 1967.4.27
- 香江花月夜 Hong Kong Nocturne（香港ノクターン）ショウ・ブラザース1967.08.02
- 激流（主演・岩下志麻、1967年）- 松竹
- 雌が雄を喰い殺す かまきり（主演・岡田茉莉子、1967年）- 松竹
- 雌が雄を喰い殺す　三匹のかまきり（主演・岡田茉莉子、1967年）- 松竹
- 青春鼓王 King Drummer（主演・凌雲）ショウ・ブラザース 1967.11.16
- 花月良宵 Hong Kong Rhapsody ショウ・ブラザース1968.01.29
- 釧路の夜（栗塚旭、城野ゆき、1968年）- クラウン・配給：松竹
- 諜海花 The Brain-Stealers ショウ・ブラザーズ 1968.12.20
- 恋の季節（主演・奈美悦子、1969年）- 松竹
- 釣金亀 The Millionaire Chase（何莉莉、丁珮）ショウ・ブラザース1969.05.12
- 夜の熱帯魚（主演・野川由美子、1969年）- 松竹
- 青春萬歳 The Singing Escort ショウ・ブラザース1969.8.27
- 女校春色 Whose Baby Is In The Classroom?（李菁、陳厚）ショウ・ブラザース1970.02.18
- 遺産伍億圓 The 5 Billion Dollar Legacy ショウ・ブラザース1970.03.19
- 喜劇　度胸一番（主演・財津一郎、1970年）- 松竹
- 青春戀 Young Lovers ショウ・ブラザース 1970.05.29
- 女子公寓 Apartment for Ladies ショウ・ブラザース1970.11.20
- 鑽石艷盜 The Venus' Tear Diamond（何莉莉、凌雲）ショウ・ブラザース1971.02.25
- 五枝紅杏 Long Road to Freedom ショウ・ブラザース 1971.04.16
- 齊人樂 The Man with Two Wives ショウ・ブラザース 1971.06.11
- 我愛金龜婿 We Love Millionaires ショウ・ブラザース 1971.08.18
- 人間標的（主演・若林豪、1971年）- 松竹
- 夕陽戀人 Sunset ショウ・ブラザース 1971.11.19
- 玉女嬉春 The Yellow Muffler（丁珮）ショウ・ブラザース1972.01.15
- 可愛い悪女　殺しの前にくちづけを（主演・范文雀、1972年）- 松竹
- 男じゃないか　闘志満々（森田健作、1973年）- 松竹
- 怒れ毒蛇　目撃者を消せ（主演・田宮二郎、1974年）- 松竹
- 夜霧の訪問者（島田陽子、1975年）- 松竹
- 撃たれる前に撃て！（主演・田宮二郎、1976年）- 松竹
- TOSHI in TAKARAZUKA Love Forever ラブ・フォーエバー（主演・田原俊彦、1983年） - 東宝
- 嵐を呼ぶ男（主演・近藤真彦、1983年） - 東宝　※原作・脚本兼任
- あいつとララバイ（主演・錦織一清、1983年） - 東宝　※脚本兼任
- 絶唱母を呼ぶ歌 鳥よ翼をかして（主演・沖田浩之、1985年）
- 暗号名 黒猫を追え!（主演・柴俊夫、1987年） - プロダクションU＝脚本も担当

### テレビドラマ
- 土曜ワイド劇場「江戸川乱歩の美女シリーズ （1977年 - 1982年）」（主演・天知茂）
- 特捜最前線
- 必殺シリーズ
- ザ・スーパーガール
- ミラクルガール
- ザ・ハングマンシリーズ
- 京都マル秘指令 ザ新選組

## 脚本作品
- 嵐に立つ（1968年、松竹）

## 関連出版
- 『井上梅次 創る心』井上・月丘映画財団 編、講談社エディトリアル、2023年。ISBN 4866771224